# Lycée technique bilingue de Maroua
 (juillet 2025).
Motif : l'utilisateur qui a apposé ce bandeau n'a pas précisé le motif de la pose.
- Archive Wikiwix
- Bing
- Cairn
- DuckDuckGo
- E. Universalis
- Gallica
- Google
- G. Books
- G. News
- G. Scholar
- Persée
- Qwant
- (zh) Baidu
- (ru) Yandex

| 1. | Préciser le motif de la pose du bandeau. | Précisez le motif de la pose du bandeau en utilisant la syntaxe suivante : {{admissibilité à vérifier\|date=juillet 2025\|motif=remplacez ce texte par le motif}}                                       |
| 2. | Informer les utilisateurs concernés.     | Pensez à avertir le créateur de l'article, par exemple, en insérant le code ci-dessous sur sa page de discussion : {{subst:avertissement admissibilité à vérifier\|Lycée technique bilingue de Maroua}} |

 (juillet 2025).
 (juillet 2025).
Si vous disposez d'ouvrages ou d'articles de référence ou si vous connaissez des sites web de qualité traitant du thème abordé ici, merci de compléter l'article en donnant les références utiles à sa vérifiabilité et en les liant à la section « Notes et références ».
Le lycée technique bilingue de Maroua est un établissement public d’enseignement secondaire situé dans la ville de Maroua, chef-lieu de la région de l'Extrême-Nord du Cameroun. Il dispense un enseignement bilingue (français et anglais) avec des filières techniques, industrielles et commerciales, et joue un rôle central dans la formation professionnelle des jeunes de la région.

## Historique
L’établissement a été créé en 1981 sous l’appellation Collège d’enseignement technique industriel et commercial (CETIC). Il devient un lycée technique en 1991, puis un lycée technique bilingue en 2020, avec l’introduction officielle des filières anglophones en plus de l’enseignement francophone déjà en place.

## Localisation
Le lycée est situé dans le troisième arrondissement de la ville de Maroua, chef-lieu de la région de l'Extrême-Nord du Cameroun.

## Enseignement
L’établissement comprend deux grandes sections :
- Section francophone : filières industrielles et commerciales, du premier au second cycle.
- Section anglophone : filières techniques (électricité, mécanique, construction, habillement, bois) et filière commerciale (home economics).

L’objectif est de former des élèves aux compétences techniques directement mobilisables sur le marché du travail.

## Effectif et personnel
En 2023, le lycée comptait environ 3 947 élèves encadrés par 168 enseignants. Il est dirigé par un proviseur, assisté par une équipe administrative et pédagogique.

## Infrastructures
Le 13 décembre 2023, le Premier ministre Joseph Dion Ngute a inauguré un nouveau complexe scolaire construit dans le cadre d’un projet soutenu par la Banque islamique de développement, d’un coût estimé à 4,9 milliards FCFA. Ce projet comprend :
- 36 salles de classe
- Une bibliothèque moderne
- Une salle multimédia
- Un complexe technique
- Un stade de football

Ces installations visent à améliorer les conditions d’apprentissage et à renforcer l’insertion professionnelle des jeunes.

## Incidents
En mars 2017, un incendie d’origine électrique a ravagé un bâtiment du lycée, détruisant plusieurs salles de classe. En février 2023, un incident psychosocial a concerné plusieurs élèves, entraînant l’intervention des services médicaux.

## Rôle régional
Le Lycée technique bilingue de Maroua a pour mission de :
- Offrir une formation technique adaptée aux réalités économiques locales
- Réduire le chômage des jeunes par une meilleure employabilité
- Servir de modèle dans l’enseignement secondaire bilingue au Cameroun